# Brugal
Brugal ist ein Rum aus der Dominikanischen Republik, der nach seinem Firmengründer „Don Andrés Brugal Montaner“ benannt ist. Das Rezept besteht nach Angaben der Herstellerfirma seit 1888 und soll seitdem kontinuierlich weiterentwickelt worden sein.
Seit 2008 gehört das Unternehmen zur Edrington Group.
Es werden die folgenden Sorten in unterschiedlichen Abfüllmengen angeboten:
- Ron Blanco (weißer Rum, 3 Jahre gelagert)
- Ron Carta Dorada (brauner Rum, 3 Jahre gelagert)
- Anejo (brauner Rum, 5 Jahre gelagert)
- Extra Viejo (brauner Rum, 8 Jahre gelagert)